# Angry Birds Blues
Angry Birds Blues (Angry Birds: Los Blues en español) es una serie de televisión animada basada en los Hatchlings de Angry Birds: La película. Animado en el mismo estilo de la película, la serie muestra las vidas de Los Blues divirtiéndose, mientras los Hatchlings arruinan sus planes. Este fue producido por Rovio, junto con su compañía afiliada Kaiken, y Bardel que proporciona su animación. Se estrenó el 10 de marzo de 2017 por ToonsTV y actualmente se puede ver por el canal de YouTube Angry Birds .

## Personajes
- Los Blues son Jay Jake y Jim.  Son divertidos y listos. Para distinguir sus nombres, Jim tiene ojos marrones, Jake tiene ojos azules y Jay tiene ojos verdes. Jay es el dirigente de la pandilla de los Blues.
- Zoe es la Hatchling rosa. Es muy curiosa, le interesa aproximadamente todo, especialmente cuando Los Blues hacen algo Divertido. Cree que todo es divertido.
- Will es la Hatchling morada. Mayormente ayuda a los otros Hatchlings si están haciendo algo.
- Vincent es el Hatchling verde, es el hijo de Edward y Eva. Siempre interacciona con cada objeto. Vincent tiene ojos verdes-azules en AB Blues, mientras en Angry Birds: La película,  tiene ojos marrones. Es el hermano de Timothy.
- Arianna es la Hatchling Marrón. Hizo su primera aparición en Flight Club.
- Samantha es la Hatchling blanca, debutó en el episodio The Cutest Weapon.
- Olivia Blue es la madre de los Blues que apareció en The Angry Birds Movie, y debutó en Angry Birds Blues en "The Cutest Weapon".
- Greg Blue es el padre de los Blues que apareció en The Angry Birds Movie e hizo su debut en Angry Birds Blues en "Knights of the BBQ".